# Élections législatives tibétaines de 1976
Les élections législatives tibétaines de 1976 furent les sixièmes élections de la démocratie tibétaine. 

## Liste des parlementaires de la6eAssemblée tibétaine
| Nombre (et position) | Membre                         | Corps électoral ou tradition |
| -------------------- | ------------------------------ | ---------------------------- |
| 1 Président          | Alag Jigme Lhundub             | Amdo                         |
| 2 Vice-président     | Phunrab pa Lobsang Dhargye     | U-Tsang                      |
| 3                    | Tsering Gyaltsen               | nyingmapa                    |
| 4                    | Tsedhong Ngawang Sangpo        | sakyapa                      |
| 5                    | Ghajang Lobsang Choeden        | gelugpa                      |
| 6                    | Gha Ayang Trulku               | kagyupa                      |
| 7                    | Yungdrung Namgyal              | bön                          |
| 8                    | Gonshar Dorje Damdul           | Ü-Tsang                      |
| 9                    | Tanak Kunsang Peljor           |                              |
| 10                   | Drikung Genyen Choedon         |                              |
| 11                   | Drawu Rinchen Tsering          | Kham (Dhotoe)                |
| 12                   | Thubten Jungney                |                              |
| 13                   | Bha Lakha Trulku Thubten Dorje |                              |
| 14                   | Tsering Choedon Dhompa         |                              |
| 15                   | Hortsang Lobsang Tenzin        | Amdo (Dhomey)                |
| 16                   | Dekyi Dolkar                   |                              |
| 17                   | Kalden                         |                              |